# معتمدية بئر الأحمر
معتمدية بئر الأحمر هي إحدى معتمديات الجمهورية التونسية التابعة لولاية تطاوين.